# 7696 Liebe
7696 Liebe este un asteroid din centura principală de asteroizi.

## Descriere
7696 Liebe este un asteroid din centura principală de asteroizi. A fost descoperit pe 10 mai 1988 la Observatorul La Silla de Werner Landgraf. El prezintă o orbită caracterizată de o semiaxă mare de 2,72 ua, o excentricitate de 0,03 și o înclinație de 3,7° în raport cu ecliptica.